# 白石湖 (湖北)
白石湖是一个位于中国湖北省汉川市的淡水湖，面积约为2.5平方公里，属于长江区。它的一级流域为长江流域，二级流域为长江干流水系。